# サルサゴルフ
サルサゴルフ(Salsa golf)は、アルゼンチンで一般的な濃厚で冷たいソースである。マヨネーズにケチャップ等のトマトソースを少量加えて作る。ピメント、オレガノ、クミン等で味付けすることもある。

## 起源
医師でノーベル化学賞受賞者のルイ・ルロワールが1920年代中盤にマル・デル・プラタの沿岸リゾートのゴルフクラブで発明したと言い伝えられている。エビをマヨネーズに付けて食べるのに飽きたルロワールはウェイターに酢、レモン、マスタード、ケチャップ等を持ってくるように頼み、色々な組合せで混ぜてみた。その結果、ケチャップとマヨネーズを混ぜたものを気に入った。ルロワールの同行者はこれをサルサゴルフと名付け、その後、有名になった。すぐに隣国のウルグアイにも広まり、チリでも一般的になった。

## レシピ
様々なレシピがあるが、マヨネーズに少量のトマトソースを加える点は共通している。アルゼンチン料理の風味を付けるために、ピメント、オレガノ、クミン等で味付けすることもある。また、ウスターソースやマスタードを加えることもある。
サルサゴルフは、サラダ、肉、その他の食材にかけて食べる。また、典型的なアルゼンチン料理であるpalmitos en salsa golfに用いられる。
隣国のパラグアイでもとても人気があり、w:quail eggsとともに食べる。南アメリカ以外では、マリーローズソースやフライソースとして知られている。
アルゼンチン料理のw:Revuelto Gramajo（細切りポテトとハムの卵とじ）には、しばしばこのソースが添えられる。